# 六芸神

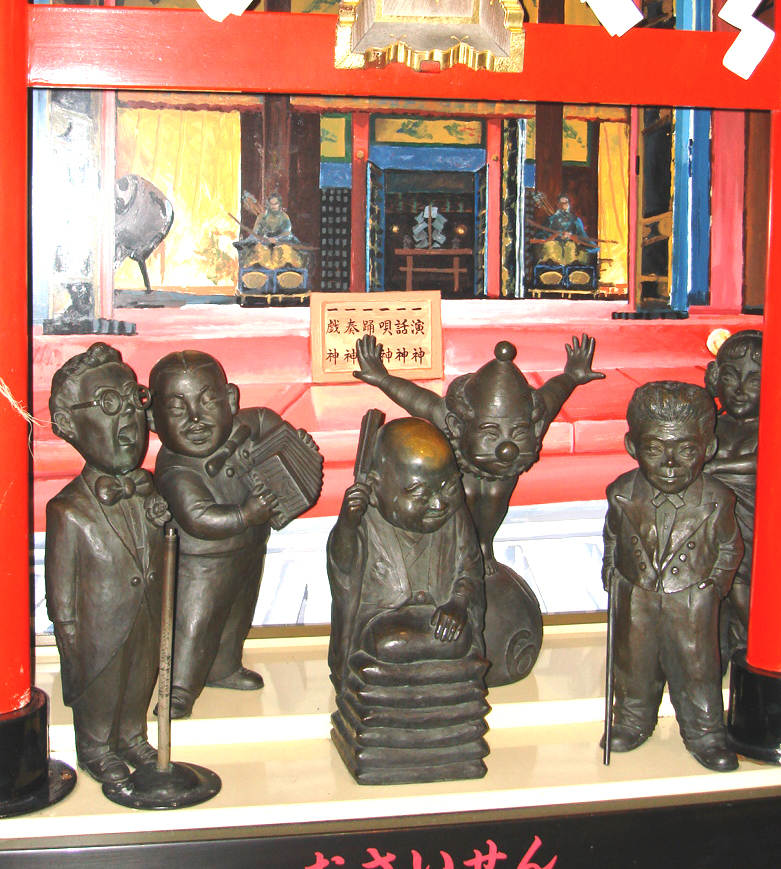
六芸神の像

六芸神（ろくげいしん）は、東京の浅草公園六区に祭られている六体のブロンズ像である（六区ブロードウエイ商店街の交番の横）。1996年4月、道路舗装の際に飾られた。毎月六の日には｢六芸神まつり｣というイベントも行われている。

## 像のモデル
この六体の小さな銅像は、それぞれ浅草にゆかりのある実在の人物をモデルにしている。しかし、製作に当たった東京芸大の話だと、「六芸神」は神様であるから、実在の人物を模してはいるものの特定の人物ではないということである。
向かって左から、
- 唄神（うたいがみ）…東海林太郎

直立不動の歌唱姿から東海林を模したものであろうが、東海林は1957年、東京浅草国際劇場で「東海林太郎歌謡生活25周年記念公演」を開催しているものの、あまり浅草には縁がない。
- 奏神（かなでがみ）…田谷力三（アコーディオンを弾いている）

田谷は声楽家であり、アコーディオンを弾きながら歌うことはなかった。アコーディオンを弾きながら歌ったのは藤山一郎である。
- 話神（はなしがみ）…古今亭志ん生

これは古今亭志ん生 (5代目)、三遊亭金馬 (3代目)、柳家小さん (5代目)のイメージで作られたものである。
- 戯神（おどけがみ）…大道芸人（氏名不詳。玉乗りをしている）

玉乗りの江川マストンのイメージである。尚、江川マストンは大道芸人ではない。
- 演神（えんじがみ）…榎本健一

これは間違いなく、榎本を模したものである。
- 踊神（おどりがみ）…水の江瀧子（紅一点。踊り子の扮装をしている）

水の江は男装の麗人であるので、このような格好はしない。モデルは初期のSKD(松竹歌劇団)の踊り子をイメージしたものである。